# Angriff auf Tarent
1940–1945: Luftangriffe auf Italien
1940: Angriff auf Tarent
1943: Operation Husky (Lehrgang) – Waffenstillstand von Cassibile – Invasion in Italien (Baytown, Avalanche, Slapstick) – Fall Achse – Schlacht um Ortona
1944: Schlachten am Monte Cassino – Operation Shingle – Gotenstellung – Schlacht von Monte Castello
1945: Frühjahrsoffensive
Der Angriff auf Tarent war ein britischer Luftangriff auf die italienischen Seestreitkräfte im Hafen von Tarent in der Nacht zum 12. November 1940 während des Zweiten Weltkrieges. Dabei verlor die italienische Regia Marina auf einen Schlag die Hälfte ihrer Schlachtschiffe, was das Kräfteverhältnis im Mittelmeer für mehrere Monate zugunsten der Royal Navy verschob. Der Angriff wird alternativ auch als die Nacht von Tarent bzw. die Schlacht von Tarent bezeichnet.

## Hintergrund
Mit dem Eintritt Italiens in den Zweiten Weltkrieg 1940 wurde das Mittelmeer zu einem strategisch äußerst wichtigen Kriegsschauplatz. Für beide Seiten verliefen die Nachschublinien für die Kämpfe in Nordafrika durch dieses Seegebiet. Die Achsenmächte verwendeten die Verbindung von Italien nach Tripolis oder Bengasi, die Briten versorgten Alexandria von Gibraltar aus. Diese Verbindung hätte zwar auch um Afrika herum hergestellt werden können, dieser Weg wäre jedoch um ein Vielfaches länger und wenig praktikabel, und der wichtige Stützpunkt Malta hätte auf diesem Weg auch nicht versorgt werden können. Die Briten und die Italiener verfolgten das gleiche Ziel – die jeweils eigenen Nachschublinien offen zu halten und die gegnerischen zu stören.
Geographisch befanden sich die Achsenmächte dadurch im operativen Vorteil, dass die Regia Marina aus der zentralen Lage des Mittelmeeres, insbesondere der in Süditalien gelegenen großen Marinebasis Tarent, jederzeit sowohl nach Westen als auch nach Osten angreifen konnte. Die Briten hingegen konnten von ihren am Rande gelegenen Stützpunkten jeweils nur eine Hälfte des Mittelmeers abdecken. Dies zwang sie dazu, an jeder der beiden Seiten starke Kampfverbände zu stationieren, was für die Royal Navy eine schwere Belastung war. Die Briten versuchten daher, die Italiener um jeden Preis zu schwächen, damit britische Schiffe im Mittelmeer für andere Aufgaben frei wurden. Die erste Begegnung in der Seeschlacht bei Punta Stilo hatte zu keinem nennenswerten Ergebnis geführt.

## Planung

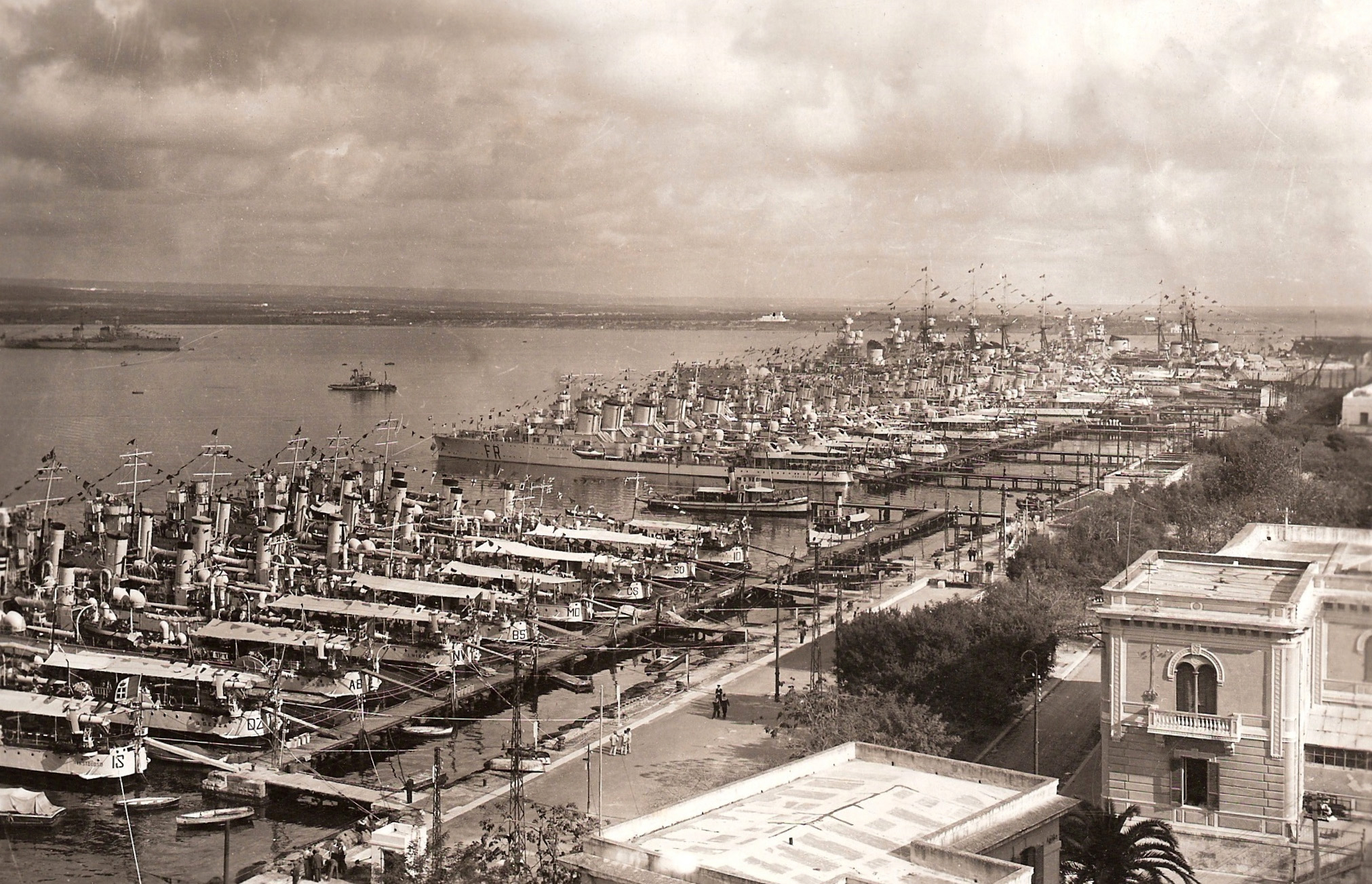
Der Militärhafen von Tarent in den 1930er-Jahren

Da die Italiener nicht zu einer Schlacht gezwungen werden konnten, entwickelten die Briten unter der Leitung von Konteradmiral Lumley Lyster einen Plan, die italienische Flotte in ihrer Basis in Tarent anzugreifen, wo der Kern der italienischen Flotte stationiert war.
Die Operation Judgement (Urteil) sah einen von Flugzeugträgern gestarteten nächtlichen Überraschungsangriff mit Torpedobombern des Typs Fairey Swordfish vor; dies wurde als einzige Möglichkeit gesehen, den Hafen erfolgreich anzugreifen. Dabei waren große Schwierigkeiten zu überwinden. Flugzeugoperationen bei Nacht waren für Flugzeugträger etwas absolut Neues, unter anderem gab es keine erprobten Verfahren für Nachtlandungen. Die Flugzeugbesatzungen würden also ein großes Risiko eingehen müssen. Dazu kamen die Schwierigkeiten, die richtigen Ziele bei Dunkelheit zu finden und anzugreifen. Ein weiteres Problem war die geringe Hafentiefe von nur 15 Metern; von Flugzeugen abgeworfene Torpedos sanken erst einmal auf größere Tiefen, bevor ihre eingebaute Tiefensteuerung sie wieder nach oben brachte. Die Torpedos wurden deshalb mit hölzernen Stabilisierungsflossen versehen. Damit sollten sie nach dem Abwurf länger in der horizontalen Lage bleiben und nicht wie sonst in einem, mit der Abwurfhöhe zunehmenden, Winkel ins Wasser eintauchen. Zusätzlich wurden die Piloten angewiesen, für den Abwurf möglichst niedrig und langsam zu fliegen. Um das Problem des Zielfindens bei Nacht zu lösen, wurde beschlossen, dass einige der Swordfish Leuchtbomben abwerfen sollten, um die Ziele für sich und die anderen Maschinen auszuleuchten. Damit würde zwar auch die italienische Flak bessere Sicht erhalten, aber dies musste man hinnehmen. Da nachts keine Bedrohung durch Jäger zu erwarten war, wurden auf dem Platz des Bordschützen Treibstofftanks eingebaut, um ihnen größere Reichweite zu geben. 
Das Abwerfen von Bomben (eine Swordfish konnte etwa 700 kg Bomben tragen) war keine Option, weil die Schlachtschiffe dafür zu stark gepanzert waren.
Für die Durchführung der Operation forderte der britische Befehlshaber für das östliche Mittelmeer, Admiral Andrew Browne Cunningham, einen zusätzlichen Flugzeugträger an, er hatte bis jetzt nur die ältere Eagle zur Verfügung. Daraufhin wurde ihm der modernste britische Flugzeugträger, die gerade erst in Dienst gestellte Illustrious zugeteilt. Der Angriff der beiden Träger mit insgesamt 36 Swordfish sollte am 21. Oktober durchgeführt werden, dem Jahrestag des britischen Sieges in der Schlacht von Trafalgar. Dazu kam es jedoch nicht, da auf der Illustrious ein Feuer ausbrach, dessen Schäden erst repariert werden mussten. Zusätzlich wurden bei der Eagle Schäden festgestellt, die durch Nahtreffer in der Seeschlacht bei Punta Stilo entstanden waren. Die Eagle hatte beträchtliche strukturelle Schäden erlitten und konnte deshalb nicht am Angriff teilnehmen. Einige ihrer Bomber wurden daher auf die Illustrious verlegt, die den Angriff jetzt alleine durchführen musste.

## Operation M.B.8

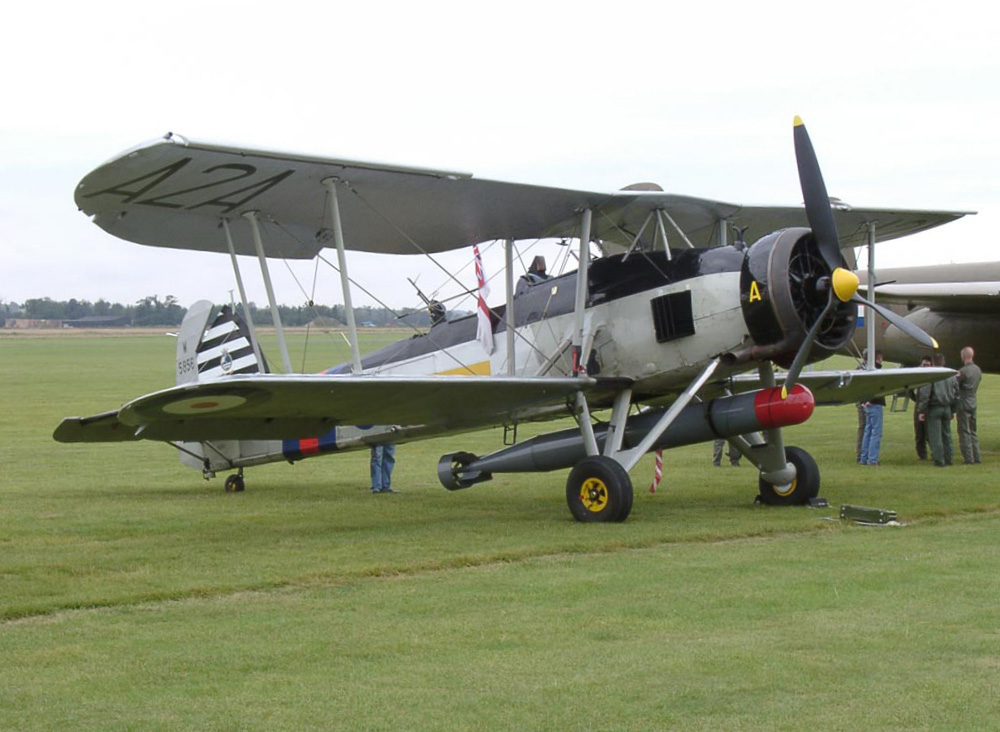
Torpedobomber vom Typ Fairey Swordfish

Anfang November 1940 führte die Royal Navy im Mittelmeer die komplexe Operation M.B.8 durch, fünf britische Konvois waren gleichzeitig unterwegs. Zwei fuhren von Alexandria nach Malta bzw. Griechenland, zwei weitere kehrten von dort leer zurück nach Alexandria. Zusätzlich fuhr ein weiterer Konvoi von Gibraltar über Malta nach Alexandria. Zum Schutz der Konvois wurde die gesamte britische Mittelmeerflotte eingesetzt, mit insgesamt fünf Schlachtschiffen, den Flugzeugträgern Illustrious und Ark Royal (diese operierte im westlichen Mittelmeer), acht Kreuzern und 34 Zerstörern. Da die Aufklärung der italienischen Luftwaffe äußerst mangelhaft war und die Jagdflugzeuge der britischen Flugzeugträger mehrere italienische Seeaufklärer abschossen, wurden die Italiener von den zahlreichen Schiffsbewegungen verwirrt und bekamen kein klares Bild von der Lage. Dies führte dazu, dass die italienische Flotte nicht auslief, sondern in Tarent blieb.
Die Illustrious unterstützte während der Operation die britischen Einheiten im östlichen Mittelmeer. Dabei verlor sie 3 ihrer 24 Swordfish, die alle mit Maschinenschaden abstürzten. Man stellte schließlich fest, dass ein Teil des Flugbenzins mit Wasser und Sand verunreinigt war. Am 11. November trennte sich die Illustrious mit 4 Kreuzern und 4 Zerstörern von der Hauptflotte und steuerte den Startpunkt für den Angriff in der Nähe der Insel Kefalonia, ca. 270 km von Tarent entfernt, an. In der Nacht vom 10. zum 11. November überflog ein Aufklärer vom Typ Short Sunderland den Hafen, um sicherzustellen, dass die Flotte noch im Hafen war.

## Der Angriff

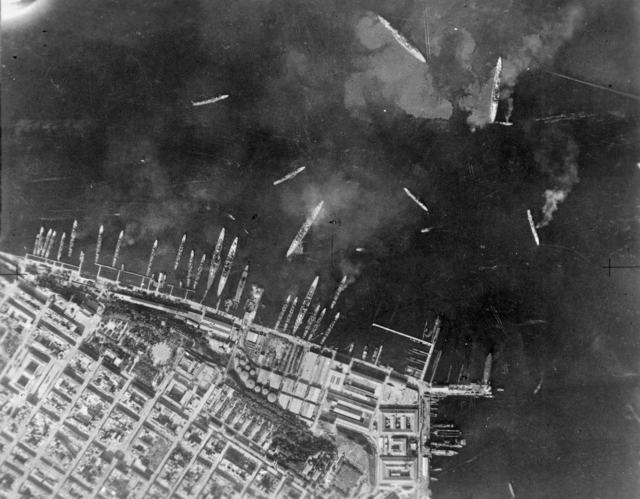
Luftaufnahme mit den Folgen des Angriffs auf die italienische Flotte im inneren Hafen von Tarent, (November 1940)

Im Hafen von Tarent lagen in der Nacht des Angriffs alle sechs Schlachtschiffe der italienischen Flotte, die Littorio, Vittorio Veneto, Conte di Cavour, Giulio Cesare, Caio Duilio und Andrea Doria (die Andrea Doria galt allerdings als nicht kampfbereit, da ihre Besatzung nach einem gerade erst beendeten, massiven Umbau des Schiffes neu ausgebildet werden musste). Ferner lagen sieben Schwere Kreuzer, zwei Leichte Kreuzer und acht Zerstörer in Tarent.
Am 11. November gegen 21:00 Uhr startete die erste Angriffswelle mit zwölf Swordfish-Maschinen von der Illustrious, die restlichen neun Maschinen folgten eine Stunde später. Gegen 23.00 Uhr erreichte die erste Welle den Hafen und teilte sich in zwei Gruppen, um sowohl den äußeren Hafen (Mar Grande) als auch den inneren Hafen (Mar Piccolo) anzugreifen. Drei der sechs mit Torpedos bestückten Maschinen erzielten einen Treffer mittschiffs an der Conte di Cavour sowie je einen Treffer steuerbords an Bug und Heck der Littorio. Die drei anderen abgeworfenen Torpedos (zwei auf die Andrea Doria und einer auf die Vittorio Veneto gezielt) stießen in den Hafenboden und liefen sich dort fest. Die mit Bomben ausgerüsteten Maschinen flogen einen erfolglosen Angriff auf die Öllager von Tarent sowie auf die Wasserflugzeugbasis, bei dem zwei Flugzeuge zerstört und ein kleines Feuer ausgelöst wurde. Eine Swordfish wurde abgeschossen, die beiden Besatzungsmitglieder gefangen genommen.
Die zweite Welle erreichte Tarent gegen 23:50 Uhr. Die fünf mit Torpedos ausgerüsteten Maschinen griffen die Caio Duilio, Littorio und Vittorio Veneto an. Einer der Bomber wurde abgeschossen, wobei die Besatzung ums Leben kam. Die Angriffe auf die Vittorio Veneto blieben erfolglos; die Caio Duilio und die Littorio erhielten je einen Treffer mittschiffs, wobei die Littorio diesmal auf der Backbordseite getroffen wurde. Ein weiterer Bombenangriff auf die Öllager war wieder erfolglos, der Schwere Kreuzer Trento wurde von einer Bombe getroffen, die zwar nicht explodierte, aber beim Aufschlag ein 10-cm-Geschütz zerstörte.
Um 01:22 Uhr am 12. November wurde der Luftalarm über Tarent aufgehoben, und die Reparaturarbeiten begannen.

## Bilanz
Alle drei getroffenen Schlachtschiffe wurden schwer beschädigt, die Caio Duilio und die Littorio wurden auf Grund gesetzt, um ein Sinken zu verhindern. Die Littorio war nach vier, die Caio Duilio nach sechs Monaten wieder einsatzbereit. Die Conte di Cavour schaffte es nicht rechtzeitig in flacheres Wasser und versank bis zu ihren Aufbauten. Es dauerte bis Ende 1941, das Schiff zu heben und zur Reparatur und Modernisierung nach Triest zu verlegen. Die Reparaturen wurden bis Kriegsende nicht abgeschlossen.
Insgesamt gab es 32 Tote auf der Littorio, 17 auf der Conte di Cavour und 3 auf der Caio Duilio. Docks und Öllager waren kaum beschädigt worden, aber mehrere Zivilisten starben durch Bomben, die in ein Wohngebiet fielen. Auf britischer Seite waren 2 Gefallene und 2 Gefangene zu verzeichnen.

## Auswirkungen
Da die Andrea Doria noch nicht einsatzbereit war, verblieben der italienischen Flotte nach dem Angriff nur zwei einsatzbereite Schlachtschiffe. Aus Furcht vor weiteren Angriffen wurden die unbeschädigten Schlachtschiffe sowie der größte Teil der restlichen Flotte aus Tarent nach Neapel, Genua und La Spezia verlegt. Dort waren sie zwar sicherer vor Angriffen, wegen der größeren Entfernung von den Konvoirouten aber auch weniger gefährlich. Jedoch zeigte sich nur zwei Wochen später in der Seeschlacht bei Kap Teulada, dass sie immer noch ein starkes militärisches Potential darstellten.
Der Angriff fand weltweit große Beachtung, da es die erste Versenkung von Schlachtschiffen durch Flugzeuge in einem Krieg war. Admiral Cunningham meinte dazu

„Taranto, and the night of November 11th – 12th, 1940, should be remembered for ever as having shown once and for all that in the Fleet Air Arm the Navy has its most devastating weapon.“

„Tarent und die Nacht des 11./12. Novembers 1940 sollten für immer dafür in Erinnerung bleiben, ein für allemal gezeigt zu haben, dass die Marineluftstreitkräfte die verheerendste Waffe der Marine sind“

Skeptiker verwiesen allerdings darauf, dass ein Angriff auf nicht kampfbereite, unbeweglich vor Anker liegende Ziele kaum etwas über das Verhältnis von Flugzeugen zu Schlachtschiffen aussagte. Der erfolgreiche Einsatz von Flugzeugtorpedos vom Typ Fairey Swordfish in derart flachem Wasser wie in Tarent erzeugte unter den Militärexperten aller Länder einiges Aufsehen. So ließ sich die US-Marine von den Briten über die Details des Angriffs unterrichten; der japanische Marineattaché besichtigte die Schäden in Tarent. Dabei konnte er auch einen aus dem Hafenboden geborgenen britischen Torpedo betrachten und die am Torpedo vorgenommenen Modifikationen studieren. Die aus dem britischen Angriff gezogenen Lehren gingen auf japanischer Seite in die Planung des Angriffs auf Pearl Harbor ein.
Bei der Analyse der Schäden mussten die Italiener feststellen, dass das auf den italienischen Schiffen eingesetzte Pugliese-Torpedoverteidigungssystem eine katastrophale Fehlkonstruktion war. Dieses 1934 eingeführte und bei Modernisierungen auch in die älteren Schiffe eingebaute System führte dazu, dass die italienischen Schlachtschiffe schon durch einen einzigen Treffer in tödliche Gefahr kamen, während selbst die älteren Schlachtschiffe aller anderen Marinen meist zwei bis drei Torpedotreffer verkraften konnten.